# Palmeiras de Goiás
Palmeiras de Goiás es un municipio brasileño del estado de Goiás. Se localiza a una latitud 16º48'18" sur y a una longitud 49º55'33" oeste, estando a una altitud de 596 metros. Su población estimada en 2010, de acuerdo con el IBGE era de 23.333 habitantes.
Posee un área de 1544,9 km². 